# رودری (بازیکن فوتبال، زاده ۲۰۰۰)
رودری (انگلیسی: Rodri؛ زادهٔ ۱۶ مهٔ ۲۰۰۰) بازیکن فوتبال اهل اسپانیا است.
وی دراز است همچنین در تیم ملی فوتبال زیر ۲۱ سال اسپانیا بازی کرده‌است.